# Plastician
Plastician (ehemals Plasticman) ist der Künstlername des britischen DJs und Produzenten Chris Reed aus Thornton Heath, London.

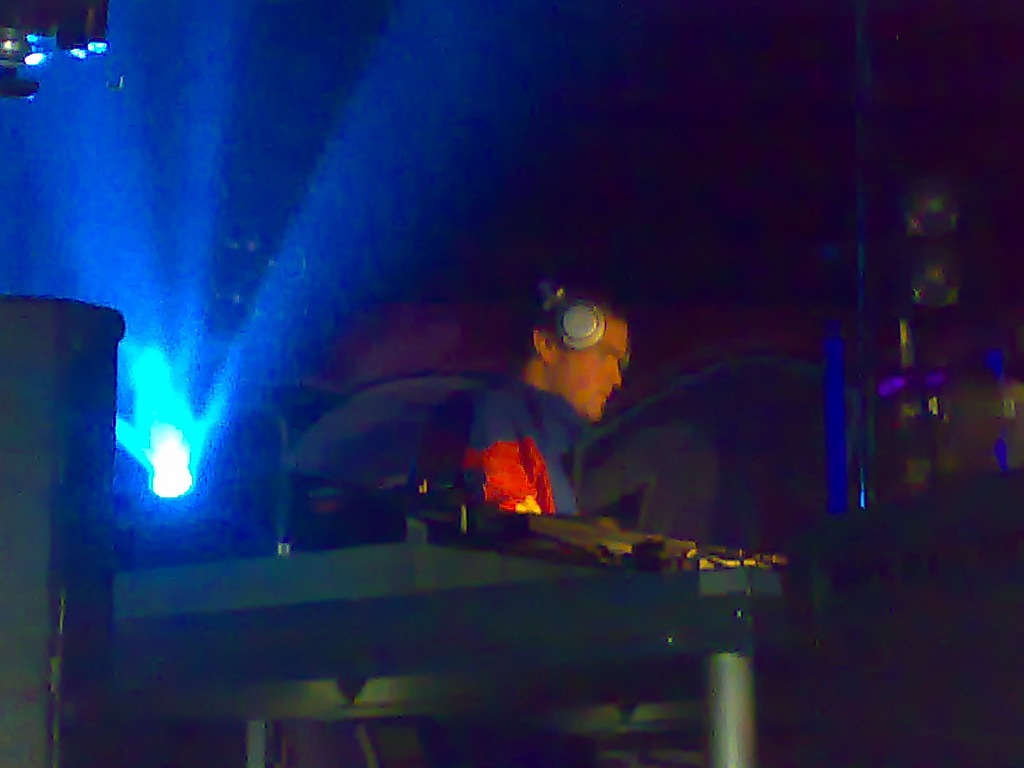
Plastician live im Jahr 2005

Mit dem DJing, hauptsächlich von UK Garage, begann Chris Reed im Alter von 16 Jahren. Als DJ legte er in der Folge bei BBC Radio 1 und verschiedenen Piratensendern in Großbritannien, wie 2G FM und Delight FM, auf. Seit 2004 ist er regelmäßig von 23 bis 1 Uhr (GMT) mit einer eigenen Show bei Rinse FM zu hören. Mit 18 begann er als Produzent aktiv zu werden. Seine erste Produktion war „Venom“ bei Slimzos Recordings im Jahr 2002. Weitere Veröffentlichungen bei den Plattenlabeln A.R.M.Y., Southside Dubstars, Contagious, Road, Soulja und Aphex Twins’ Rephlex Records folgten. 2004 gründete er das Label Terrorhythm Recordings, mit dem er sich als wichtiger Produzent der Grime Szene etablierte. Bei diesem Label erschien 2008 auch sein Debütalbum „Beg to Differ“.
Der musikalische Stil von Plastician ist eine Mischung aus den Richtungen des East London Grime und des South London Dubstep.

## Namensänderung
Als Chris Reed unter dem Namen Plasticman immer bekannter wurde, drohte Richie Hawtin, der die Rechte auf den Namen „Plastikman“ hat, mit juristischen Schritten. Um einen Rechtsstreit zu vermeiden, änderte Reed seinen Künstlernamen zu Plastician.

## Diskografie
- Kryptonite. (12") Contagious Recordings, 2006
- Beg To Differ. Terrorhythm Recordings, 2008
- Rinse 06. Rinse Recordings, 2008

Als Produzent
- Boy Better Know - Edition 2. Boy Better Know, 2006
- Back 2 The Lab Vol 1 & 2 Sampler. (12") No Hats No Hoods, 2007